# Christoffel Lubieniecki
Christoffel (Krzysztof) Lubieniecki (Lubienietski, Lubienitzki, Lubienietzki) (Szczecin, 1659 – Amsterdam, 1729) was een Poolse kunstschilder van de barok die actief was als portretschilder in Amsterdam. Ook was hij graveur in mezzotint en schilderde hij genrestukken, fantasielandschappen en Bijbelse voorstellingen. Zijn genrestukken tonen invloeden van Jan Steen en Adriaen van Ostade. Lubieniecki was trots op zijn Poolse afkomst, blijkens het feit dat hij zijn werk doorgaans signeerde met Eques Polonus ("Poolse ridder").
De schilder Jan Maurits Quinkhard was in de jaren 1710 in de leer bij hem.
Werk van Lubieniecki is te vinden in de collectie van onder meer het Rijksmuseum in Amsterdam, het Museum Catharijneconvent in Utrecht, het Nationaal Museum van Warschau en het Statens Museum for Kunst in Kopenhagen.

## Levensloop
Christoffel Lubieniecki was afkomstig uit een Pools adellijk geslacht. Hij was een zoon van de theoloog en astronoom Stanislaus Lubieniecki (1623-1675). Hij en zijn broer Teodor Lubieniecki leerden schilderen en tekenen bij Johann Georg Stuhr in Hamburg. Na de dood van hun vader in 1675 vertrokken zij naar Amsterdam, waar Christoffel in de leer ging bij Adriaen Backer, terwijl Teodor leerling werd van Gerard de Lairesse. Mogelijk was ook Christoffel in de leer bij De Lairesse. In de beginjaren verdiende hij niet genoeg als schilder en ging in militaire dienst om bij te verdienen.
In 1682 verhuisde Teodor naar Hannover en van daaruit in 1706 weer terug naar Polen. Christoffel bleef tot zijn dood in Amsterdam. In 1693 ging hij in ondertrouw met Helena de Rijp, en op 19 september 1694 werd hun dochter Wilmina gedoopt in de Remonstrantse gemeente. Een volgende dochter, Willemina, werd op 30 maart 1698 gedoopt.

## Afbeeldingen

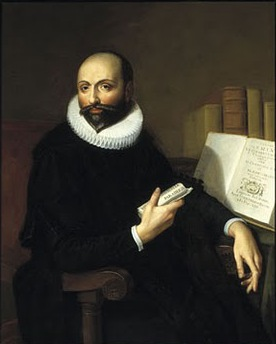
Jacobus Arminius, ca. 1705
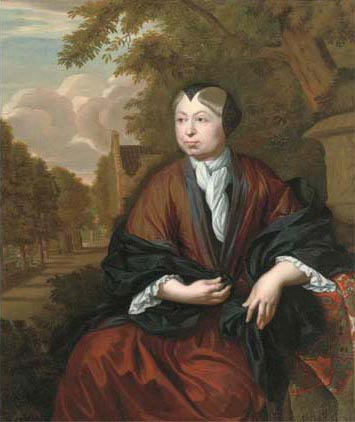
Portret van een vrouw, jaren 1710
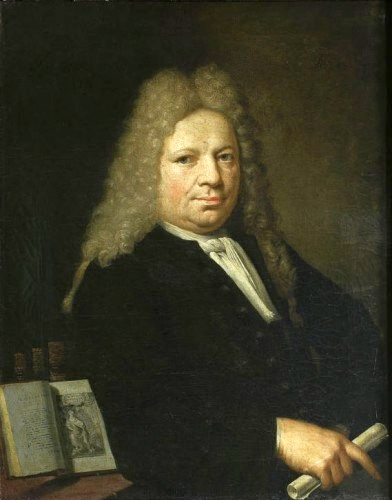
Daniël Willink, 1719
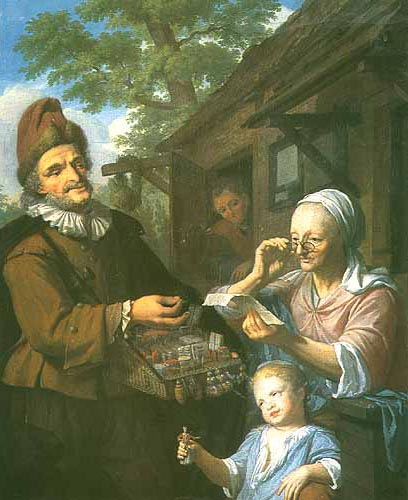
Reizende handelaar, jaren 1720
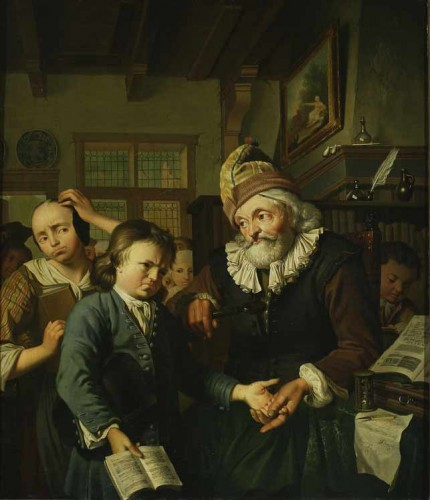
Onderwijzer, 1727

- Biografisch Portaal: 03807502
- Gemeinsame Normdatei: 1056924861
- International Standard Name Identifier: 0000 0001 0999 9963
- RKD-Nederlands Instituut voor Kunstgeschiedenis: 51126
- Union List of Artist Names: 500009919
- Virtual International Authority File: 95741594
- WorldCat: E39PBJrKTk3Wt943rXyccYRBT3